# Alliance of European Republican Movements
De Alliance of European Republican Movements (AERM; Nederlands: Alliantie van Europese Republikeinse Bewegingen) is een koepel van republikeinse organisaties in Europa. Zij werd in juni 2010 gesticht in Stockholm na de bruiloft van de Zweedse kroonprinses Victoria en Daniel Westling. Het doel van de AERM is het leveren van een netwerk voor partij-overstijgende republikeinse bewegingen in alle landen van Europa die nog een monarch als staatshoofd hebben om informatie, middelen en ideeën uit te wisselen en wederzijdse ondersteuning te bieden. Elke lidorganisatie zal wel haar autonome nationale campagnes behouden ter erkenning van hun specifieke politieke en constitutionele omstandigheden.

Huidige monarchieën in Europa

Er zijn momenteel twaalf monarchieën in Europa. De AERM heeft lidorganisaties in zes van de zeven grootste: Denemarken, Nederland, Noorwegen, Spanje, het Verenigd Koninkrijk en Zweden.
De AERM protesteerde tegen het huwelijk van prins William en Catherine Middleton op 29 april 2011 in Londen en sprak af om elkaar daarna elk jaar te ontmoeten.
De AERM was aanwezig tijdens Kroning van Charles III en Camilla in 2023. Een videoverslag over de arrestaties van diverse republikeinen werd miljoenen keren bekeken en haalde het wereldnieuws.

## Lidorganisaties
- Denemarken: Republik nu (voorheen opererend onder de naam Den Republikanske Grundlovsbevægelse, DRGB), opgericht in 2010.
- Nederland: Republiek, opgericht in 1998,
- Noorwegen: Norge som republikk, opgericht in maart 2011 te Oslo.
- Spanje: Red Inter-Civico Republicana, een groep die verscheidene Spaanse republikeinse stromingen probeert te verenigen voor een Derde Spaanse Republiek.
- Verenigd Koninkrijk: de belangrijkste republikeinse organisatie in het VK is Republic, in 2006 opnieuw opgericht als pressiegroep.
- Zweden: Republikanska föreningen (RepF), opgericht in 1997, zie ook republicanisme in Zweden.

Voormalige lidorganisatie:
- Pro Republica, zie ook republicanisme in Nederland.
- België: Republikeinse Kring (CRK; Frans: Cercle Républicain, Duits: Republikanischer Kreis), opgericht in 2000. De beweging is niet meer actief en daarom geen lid meer van de AERM.[10]

## AERM-conventies
- 2010: Stockholm, Zweden
- 2011: Londen, Verenigd Koninkrijk
- 2012: Kopenhagen, Denemarken
- 2013: Brussel, België
- 2014: Amsterdam, Nederland
- 2015: Amsterdam, Nederland
- 2016: Madrid, Spanje[11]
- 2017: Västerås, Zweden[12]
- 2018: Londen, Verenigd Koninkrijk
- 2019: Kopenhagen, Denemarken
- 2020: Afgelast wegens covid
- 2021: Utrecht/Amsterdam, Nederland
- 2022: Oslo, Noorwegen
- 2023: Stockholm, Zweden
- 2024: Manchester, Verenigd Koninkrijk[13]